# Ponte Podolsky
Il ponte Podolsky (Podolský most in ceco) è un ponte stradale ad arco che attraversa la Moldava nei pressi dei villaggi di Podolí I e Temešvár nel distretto di Písek, in Boemia Meridionale. Al momento della sua costruzione era il più lungo ponte ad arco della Cecoslovacchia.

## Storia

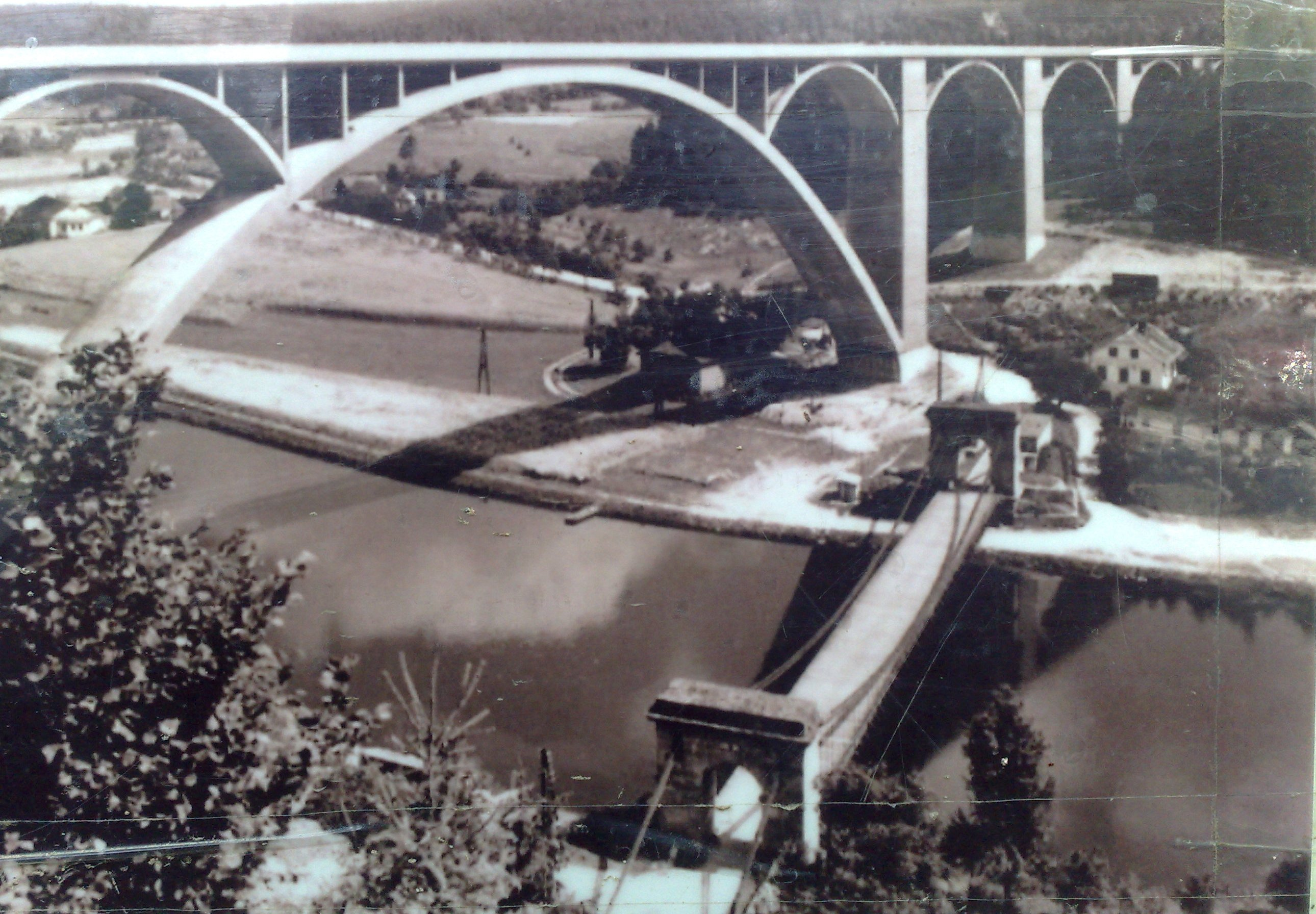
Il ponte Podolsky poco tempo dopo la costruzione. Sulla destra si vede il vecchio ponte di Stádlec

Il ponte è stato costruito a partire dal 1939 per sostituire il vicino ponte a catena costruito alla metà del XIX secolo, il quale non era più in grado di sostenere il traffico stradale. Inoltre il vecchio ponte era molto più basso e il progetto di costruzione di una diga a valle della zona avrebbe comportato un aumento del livello del fiume che avrebbe sommerso la vecchia struttura.
Il progetto generale del ponte è stato preparato direttamente dagli ingegneri Václav Janák, J. Breber e Ladislav Pacholík del dipartimento dei ponti del Ministero del Lavori Pubblici (MVP), mentre il progetto dettagliato fu eseguito dall'ing. Jan Blažek, risultato vincitore del concorso indetto dal ministero. 
Nel 1937 il progetto del ponte aveva vinto la medaglia d'oro ad una mostra di architettura di Parigi, durante la quale fu nominato Le Beau Pont de l'Europe (Il bel ponte d'Europa), e nel 1939 aveva ottenuto un altro premio ad una mostra a Liegi in Belgio.
Nei primi anni successivi alla costruzione il nuovo ponte ad arco e il vecchio ponte a catena coesistettero, finché verso la metà degli anni 1950 iniziò la costruzione lungo la Moldava, nei pressi del villaggio di Solenice, della diga di Orlík. La diga avrebbe comportato l'aumento di alcuni metri del livello del fiume in corrispondenza dei ponti, sommergendo il vecchio ponte a catena. Nel 1960 quindi il vecchio ponte fu smantellato, per essere poi ricostruito nel 1975 con il nome di ponte di Stádlec sul fiume Lužnice, lunga la strada che collega i villaggi di Stádlec (da cui ha preso il nome) e Dobřejice.
Il 2 maggio 2018 Česká pošta, l'operatore postale della Repubblica Ceca, ha emesso per l'annuale emissione della serie Europa un francobollo raffigurante i due ponti come si presentavano prima della costruzione della diga e dello smantellamento del vecchio ponte a catena.

## Descrizione

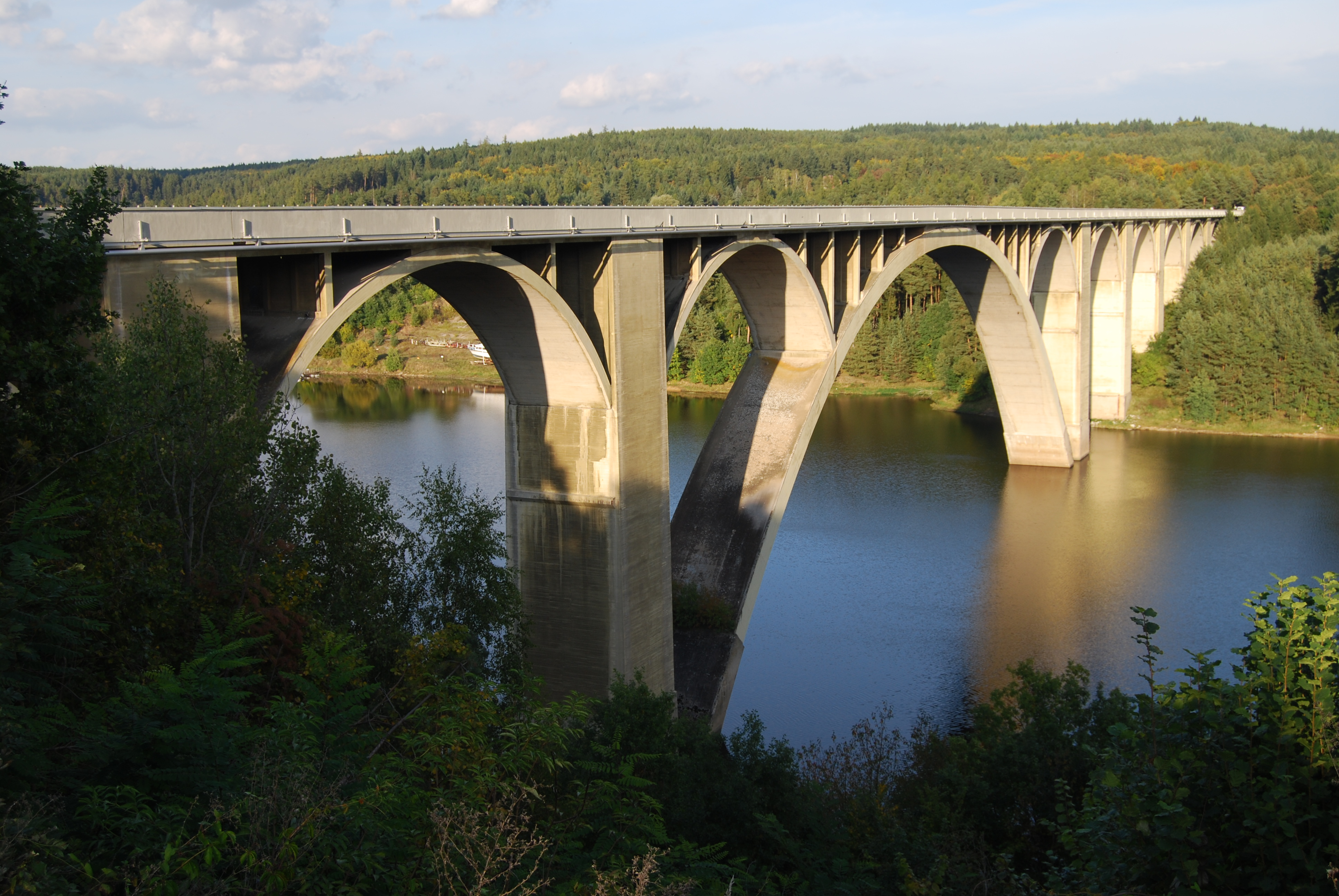
Panoramica degli archi del ponte

Il ponte, realizzato interamente in cemento armato, ha una lunghezza totale di 510 metri ed una larghezza di 8,5, di cui 6 metri di strada asfaltata destinata al traffico veicolare, con una corsia per senso di marcia, e 1,25 metri di marciapiede su ciascun lato della carreggiata. La struttura portante è costituita da una serie di archi, il maggiore dei quali ha una luce di 150 metri. Ai lati dell'arco principale, in corrispondenza del suo estradosso, si trovano due archi più piccoli di una trentina di metri di luce. Oltre all'arco principale la struttura è composta da due ulteriori archi verso la riva sinistra del fiume e altri sei verso la riva destra, tutti di 35,65 metri di luce.
 
Originariamente l'altezza dell'impalcato era di circa 60 metri al di sopra del livello del fiume. In seguito alla costruzione della diga di Orlík il livello della Moldava si è innalzato di alcuni metri sommergendo le basi dei pilastri degli archi, che non sono più visibili.